# Joanna Murray-Smith
Joanna Murray-Smith (Mount Eliza, Victoria, 17 de abril de 1962) é uma escritora e dramaturga australiana, roteirista do filme Georgia (1988), um filme de suspense dirigido por Ben Lewin e estrelado por Judy Davis e John Bach.

## Obras

### Peças de teatro
- Angry Young Penguins (1987)
- Atlanta (1990)
- Love Child (1993)
- Ridge's Lovers
- Flame (1994)
- Honour (1995)
- Redemption (1997)
- Rapture (2002)
- Bombshells (2004)
- The Female of the Species (2006)
- Nightfall (2007)
- Ninety (agosto de 2008 pela Melbourne Theatre Company)[1]
- Scenes from a Marriage (janeiro de 2008) (baseada em Scener ur ett äktenskap, filme de 1973 de Ingmar Bergman)

### Novelas
- Truce (1994) ISBN 978-0-14-015252-4
- Judgement Rock (2002) ISBN 978-0-14-025429-7
- Sunnyside (2005) ISBN 978-0-14-300536-0